# Francesca Salvia
Francesca Salvia (...) è un'ex cestista italiana.
Ha giocato in Serie A1 con Frecce Azzurre e Verga Palermo.